# Clowesia warczewitzii
Clowesia warczewitzii es una especie de orquídea epifita, originaria de América.

## Descripción
Es una especie de orquídea de tamaño mediano que prefiere el clima cálido,  es epifita, caducifolio con pseudobulbos  sulcados que llevan 4 a 6 hojas apicales, de hoja caduca, elíptico-lanceoladas, agudas o acuminadas. Florece en el otoño en el hemisferio norte (en primavera en el Ecuador) en una inflorescencia colgante de 30 cm de largo, con muchas flores, racemosa que surge de la base de un pseudobulbo maduro sin hojas y que cuenta con vistosas, carnosas y fragantes flores.

## Distribución y hábitat
Se encuentra en Costa Rica, Panamá, Colombia, Venezuela, Guyana y Ecuador en los bosques tropicales y húmedos, a altitudes de alrededor de 70 a 500 metros.

## Taxonomía
Clowesia warczewitzii fue descrito por (Lindl. & Paxton) Dodson y publicado en Selbyana 1: 136. 1975.
Etimología
Clowesia (abreviado Clow.), nombre genérico otorgado en honor del Reverendo  Clowes, un horticultor de orquídeas inglés del siglo XIX.
warczewitzii: epíteto
Sinonimia
- Catasetum scurra Rchb.f 1872;
- Catasetum warczewitzii Lindley & Paxton 1850-1; basónimo
- Myanthus warczewicii (Lindl. & Paxton) Beer 1854[3]